# Aphneopini
Los afneopinos (Aphneopini) son una  tribu de coleópteros polífagos crisomeloideos de la familia Cerambycidae.

## Géneros
Tiene los siguientes géneros:
- Aphneope Pascoe, 1863
- Calaphneope Vives, Sudre, Mille & Cazères, 2011
- Gnomodes Broun, 1893
- Zoedia Pascoe, 1862
- Zorion Pascoe, 1867